# Мукарріб

Північна Аравія в I ст. до н. е.

Мукарріб (дав. північноарав. 𐩣𐩫𐩧𐩨, араб. مكرب) — це титул, який по-різному визначають як «королі-священики» або «об'єднувачі»; мукарріби, можливо, були першими правителями ранніх держав Південної Аравії. Десь у IV ст. до н. е. титул було замінено на «малік», який зазвичай перекладається як «цар». Нема відомостей про існування більш як одного мукарріба в один час.

## Наукова інтерпретація
Стюарт Мунро-Хей, сучасний англійський арабіст, пише, що титул мукарріба «вказує на щось на зразок „федератора“, і в південній Аравії його присвоював правитель, який в той час тримав верховенство над групою племен, пов'язаних угодою». Таким чином, мукарріб може розглядатися як південноаравійський гегемон, голова конфедерації південноаравійських племен на чолі з «царями», тобто маліками ('mlk). У I тисячолітті до н. е. в Південній Аравії зазвичай був один мукарріб, але багато царів.
За думкою А. Г. Лундіна, радянського арабіста минулого століття, функції мукарріба і царя були різні за характером, але подібні за обсягом. У руках царя була зосереджена політична влада, але він був позбавлений сакральних функцій. Іноді мукарріб приймав титул царя, або присвоював його права. Система «законодавчої» влади царя та «виконавчої» влади мукарріба має деяку схожість з інститутом лугаль та енсі в Шумері.
Як вважає Кристіан Ж. Робін, дослідник доісламської Аравії, спадковість титулу була такою:
- Мукарріб Аусану
- Мукарріб Саби (перша половина I-го тисячоліття до н. е.)
- Мукарріб Хадрамауту
- Мукарріб Катабану
- Мукарріб Хадрамауту